# Patricia McKillop
Patricia McKillop (Bulawayo, 15 de julho de 1956) é uma jogadora hóquei sobre a grama zimbabuana, campeã olímpica.

## Carreira
McKillop integrou a Seleção Zimbabuana de Hóquei sobre a grama feminino nos Jogos Olímpicos de Verão de 1980 em Moscou, quando conquistou a medalha de ouro ao se consagrar campeã após finalizar as cinco rodadas da disputa em primeiro lugar, com nove pontos. Ela foi a artilheira do torneio com seis gols.
Ela jogou hóquei no Bulawayo Athletic Club e treinou a seleção feminina Sub-21 do Zimbábue por três anos, levando-a à Copa do Mundo Júnior de Hóquei Feminino no Canadá em 1989.